# Synagoge Stolp

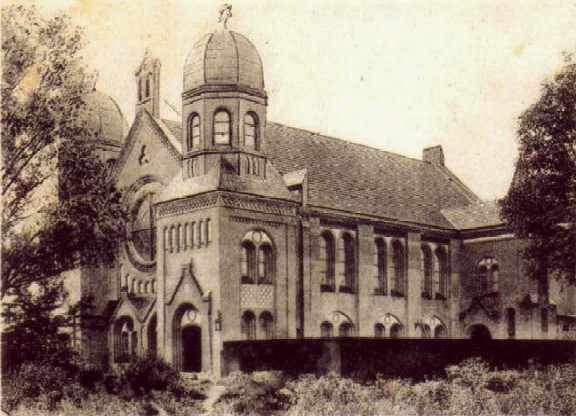
Synagoge Stolp

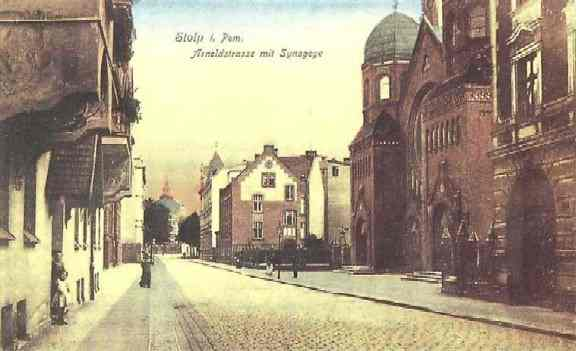
Postkarte: Stolp i. Pom. - Arnoldstraße mit Synagoge

Die Synagoge von Stolp (seit 1945 Słupsk, Polen) befand sich im Zentrum der pommerschen Stadt in der Arnoldstraße (bis 1945, dann Niedziałkowskiego 6). Sie wurde von Eduard Koch entworfen und in den Jahren 1901/02 errichtet.

## Geschichte
Vor dem Bau gab es eine Synagoge in der Paradiesstraße (seit 1945 Generala Józefa Bema), die erweitert werden sollte. Die jüdische Gemeinde entschied sich für einen Neubau an einer anderen Stelle, da die alte Synagoge an ein Rotlichtviertel mit zahlreichen Bordellen angrenzte. Das neue Gotteshaus, das gleichzeitig auch ein Kulturzentrum war, wurde für 400 Männer und 300 Frauen geplant.
Während der Novemberpogrome 1938 setzten Nationalsozialisten die Synagoge in Brand. Augenzeugen berichteten, dass SA-Einheiten und Polizei die Gegend abgeriegelten, so dass die Feuerwehr nicht in der Lage war, den Brand zu löschen. Der für seine Toleranz bekannte damalige Bürgermeister der Stadt, Walter Sperling, dem auch die Polizei unterstand, ordnete die Anwendung der Schusswaffe gegen die Brandstifter an. Die Anordnung blieb unter dem Druck von SA und Gestapo unbeachtet.
Im Jahr 2006 wurde der Zaun rekonstruiert, der damals die Synagoge umgab. An den wiedererrichteten Pfeilern erinnern zwei Gedenktafeln in Polnisch, hebräisch, Englisch und Deutsch an die Synagoge und die Gemeinde:

„Zum Gedenken an die Jüdische Gemeinde in Słupsk (Stolp) 1705–1942 und alle Holokaustopfer sowie an unseren Großvater Dr. Max Joseph, den Rabbiner von Słupsk (Stolp) in den Jahren 1902–1936 und an seine Tochter Susanne 1906–1942.“